# На плече!

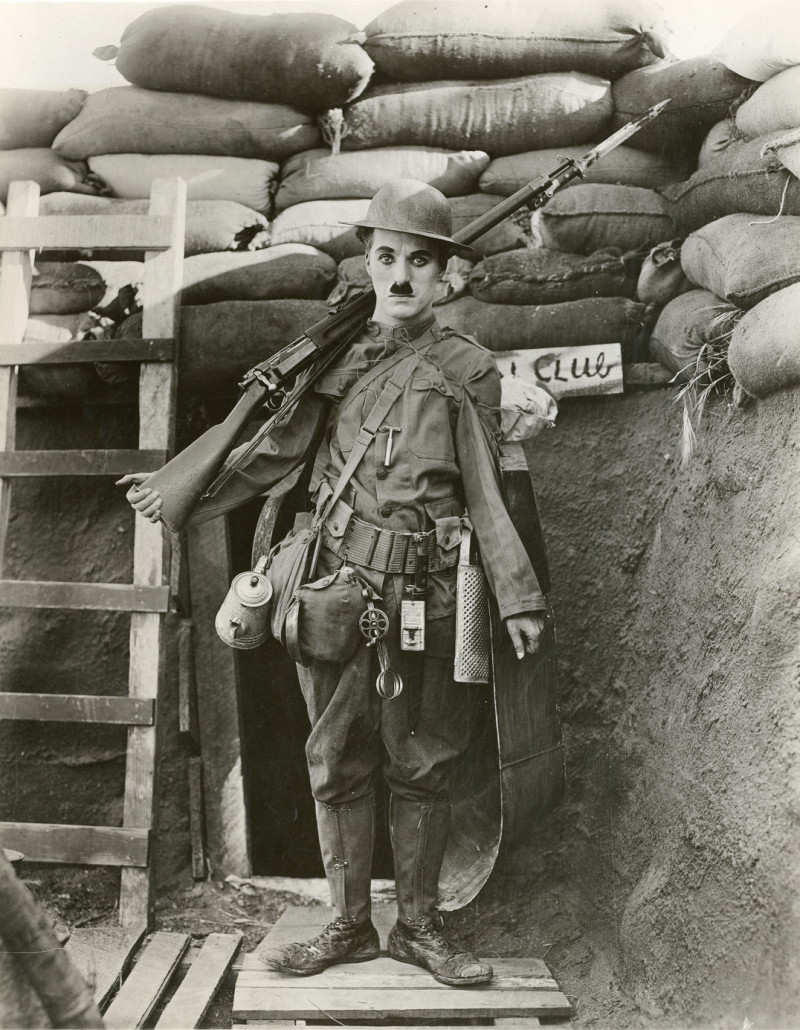
Кадр з фільму

«На плече!» (англ. Shoulder Arms) — американська короткометражна військова комедія Чарлі Чапліна 1918 року.

## Зйомки фільму
Фільм знімався під час Першої світової війни. Виробництво фільму розпочалося 27 травня 1918, закінчилося 16 вересня того ж року. Чаплін планував зняти фільм в п'яти частинах. Початок мав зображувати «життя вдома», середина — «війну», а закінчення — «бенкет», на якому всі монархи Європи вшановували Бурлаку за полонення кайзера. Була знята частина «життя вдома», почалися зйомки «бенкету», але вони не увійшли у фільм.
Свого героя Чаплін одягнув у солдатський мундир, пошитий явно не за розміром, начепив йому на пояс масу «найнеобхідніших» солдату речей, включаючи тертку і машинку для збивання яєчних жовтків, і відправив його за океан на поля битви Європи. Фільм мав великий успіх, особливо серед солдатів.

## Сюжет
Шарло знаходиться в тренувальному таборі американської піхоти. У своїй автобіографії Чаплін називає свого персонажа з цього фільму Шарло.
Після тренувань він лягає спати в наметі і бачить сон: Бродяга потрапляє на передову у Франції. Всюди вибухають бомби, Бродяга згадує про мирне життя. Приносять пошту — Бродяга не отримує листів. Він читає чужий лист через плече солдата. Приходять посилки Червоного Хреста. Волоцюзі дістається кекс і сир «Лімбургер». Бродяга надягає газову маску, і викидає сир в німецькі окопи. Починається дощ, окопи заливає водою. Солдати сплять вночі в воді.
Наступного ранку під час атаки Бродяга бере в полон 13 німецьких солдатів. Офіцер запитує його: «Як ти зробив це?» Бродяга відповідає: «Я їх оточив!»
Бродяга з друзями відправляється на секретне завдання в тил ворога. Бродяга в костюмі дерева рятує від розстрілу свого друга. Він тікає від німецького патруля, і ховається в напівзруйнованому котеджі. У ролі господині котеджу Една Первіенс. Приходить німецький патруль, і заарештовує Едну. Її ведуть у німецький штаб. Бродяга вирушає рятувати Едну.
В цей час в штаб приїжджає кайзер і крон-принц. Бродяга бере їх в полон, і на автомобілі кайзера приїжджає до американських позицій. Всі вітають Бурлаку, і тут його будять в наметі тренувального табору.

## У ролях
- Чарлі Чаплін — новобранець
- Една Первіенс — французька дівчина
- Сідні Чаплін — Сержант / Кайзер
- Джек Вілсон — німецький кронпринц
- Генрі Бергман — німецький сержант / фельдмаршал фон Гінденбург
- Альберт Остін — американський солдат / німецький солдат / шофер кайзера
- Том Вілсон — сержант в тренувальму таборі
- Джон Ренд — американський солдат

## Цікаві факти
- Німецькі солдати в фільмі ходять у прусських шоломах «Pickelhaube», зразка 1842, хоча в 1916 році німецька армія почала переходити на сталевий шолом М16, зразка 1916.
- Шоломи американських солдат у фільмі стилізовані під казанок Бродяги. На озброєнні армії США в той час стояли шоломи М1917 — зразка 1917 року. Вони були практично повністю ідентичні британському шолому MkI.
- Німецький патруль у фільмі озброєний легким кулеметом Lewis, прийнятим на озброєння армією США в 1917 році.
- У ролі Кайзера та американського сержанта знявся старший брат Чапліна — Сідні Чаплін.